# Ethel Skakel Kennedy
Ethel Skakel Kennedy (Chicago, 11 aprile 1928 – Boston, 10 ottobre 2024) è stata la moglie di Robert Kennedy, 64º Procuratore generale degli Stati Uniti e fratello del Presidente John Fitzgerald Kennedy.

## Biografia
Proveniente da una famiglia benestante, era figlia dell'imprenditore George Skakel (1892–1955) e della consorte, sua ex-segretaria, Ann Brannack (1892–1955). Al college la Skakel divenne amica intima di Jean Ann Kennedy e alcuni anni dopo ne sposò il fratello Robert. Quando Ethel rimase incinta per la quinta volta, lei e Robert convinsero John a vendere loro Hickory Hill, la sua imponente magione in Virginia. Qui Ethel si dilettava a organizzare feste invitando ospiti prestigiosi come John Lennon, Judy Garland e Rudol'f Nureev.
Hickory Hill era il luogo in cui gli undici figli di Robert ed Ethel sfogavano tutti i loro istinti; si dice che Jackie reputasse i bambini talmente selvaggi da non permettere a Caroline e John di giocare con loro. Il rapporto fra le due donne fu sempre piuttosto ambiguo: se da un lato si vociferava che fra le due non corresse buon sangue, dall'altro fu rivelato che fu proprio Ethel a convincere Jackie a troncare sul nascere una relazione sentimentale con il cantante Frank Sinatra.
Dopo l'assassinio del marito, nel 1968, Ethel dichiarò che non si sarebbe mai più sposata e da allora si fece accompagnare ai ricevimenti e alle cerimonie pubbliche dall'amico di famiglia Andy Williams. Nella stagione estiva risiedeva abitualmente nel Complesso Kennedy a Hyannis Port. Sostenne spesso pubblicamente alcuni candidati politici, fra cui Barack Obama durante le Presidenziali del 2008. Nel 2009 presenziò ai funerali di suo cognato Ted Kennedy, insieme con le cognate Jean e Victoria.
La figura di Ethel è stata associata ad alcune controversie. Venne accusata di razzismo e cleptomania, le vennero anche criticati diversi atteggiamenti: il modo di rapportarsi con i figli, i comportamenti stravaganti, il fatto di essere spendacciona e i gravi problemi di alcolismo. Ethel Kenney è morta il 10 ottobre 2024, a causa di un ictus avuto poche settimane prima.

## Eredità e riconoscimenti

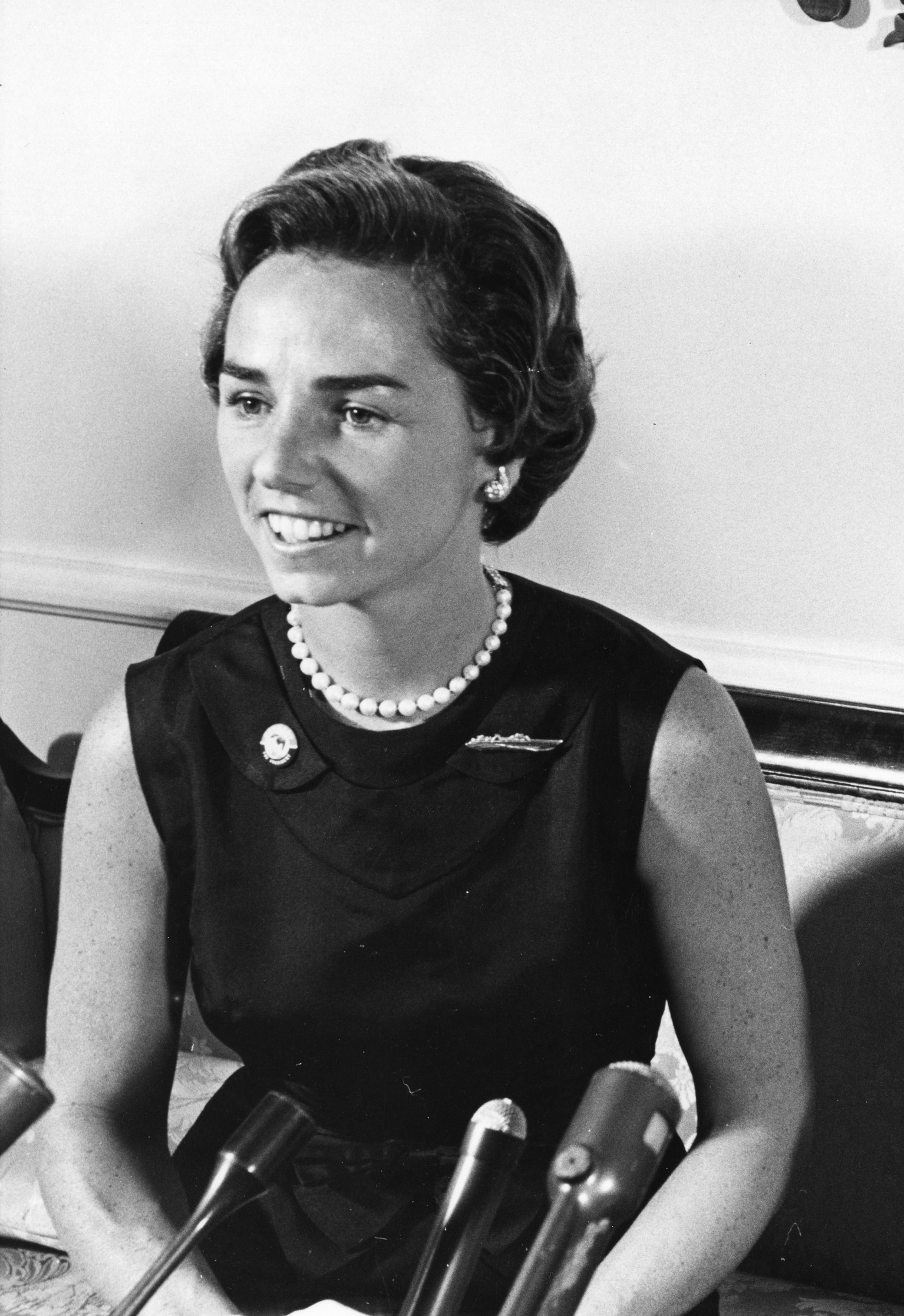
Ethel Kennedy all'età di quarant'anni

- Nel 1981 il Presidente Ronald Reagan onorò Ethel Skakel Kennedy con la medaglia Robert F. Kennedy nel Rose Garden della Casa Bianca.[5]

- Nel 2014 un ponte sul fiume Anacostia fu rinominato Ethel Kennedy Bridge in suo onore, quale riconoscimento per il suo sostegno all'ambientalismo e alle cause sociali nel Distretto di Columbia.[6]

- Ancora nel 2014 a Ethel Kennedy fu assegnata la Medaglia presidenziale della libertà dal Presidente Obama per la sua dedizione all’avanzamento della causa della giustizia sociale, dei diritti umani, della protezione dell'ambiente e della riduzione della povertà creando innumerevoli rivoli di speranza di cambiare il mondo."[7][8]

## Figli di Robert e Ethel Kennedy
Con Robert Kennedy, Ethel ebbe undici tra figli e figlie:
1. Kathleen Hartington (n. 1951)
2. Joseph Patrick II (n. 1952)
3. Robert Francis, Jr. (n. 1954)
4. David Anthony (1955–1984)
5. Mary Courtney (n. 1956)
6. Michael LeMoyne (1958–1997)
7. Mary Kerry (n. 1959)
8. Christopher George (n. 1963)
9. Matthew Maxwell Taylor (n. 1965)
10. Douglas Harriman (n. 1967)
11. Rory Elizabeth Katherine (n. 1968)